# Роузвил (Калифорнија)
Роузвил (енгл. Roseville), буквално преведено Град Ружа, град је у америчкој савезној држави Калифорнија у Округу Плејсер. налази се у северној Калифорнији, 36 km североисточно од Сакрамента, главног града Калифорније. По попису становништва из 2020. у њему је живело 147.773 становника.

## Географија
Роузвил се налази на надморској висини од 50 m.

## Демографија
Према попису становништва из 2010. у граду је живело 118.788 становника, што је 38.867 (48,6%) становника више него 2000. године.
|                   | 2010.            | 2000.           |
| Укупно            | 118 788 (100,0%) | 79 921 (100,0%) |
| Белци             | 84 349 (71,01%)  | 63 737 (79,75%) |
| Хиспаноамериканци | 17 359 (14,61%)  | 9 225 (11,54%)  |
| Азијати           | 10 026 (8,440%)  | 3 442 (4,307%)  |
| Остали            | 4 725 (3,978%)   | 2 470 (3,091%)  |
| Афроамериканци    | 2 329 (1,961%)   | 1 047 (1,310%)  |